# Betumonga (Sipora Utara)
Betumonga is een kustplaats en bestuurslaag in het regentschap Kepulauan Mentawai (Mentawai-eilanden) van de provincie West-Sumatra, Indonesië. Betumonga telt 1132 inwoners (volkstelling 2010).
De plaats werd op 25 oktober 2010 getroffen door een tsunami, waarbij minstens 160 mensen om het leven kwamen.